# LP5
LP5 ist der bekannte Titel des namenlosen Studioalbums der britischen Elektro-Gruppe Autechre. Es wurde am 13. Juli 1998 auf Warp veröffentlicht.
Das Album selbst besitzt keinen Titel, doch Warp Records nannte es "LP5", da es das fünfte Studioalbum des Duos ist. Eine ähnliche Strategie wurde bei der "EP7" verwendet. Das Album wurde jedoch auch auf Promoexemplaren "Autechre Album" oder "Autechre" genannt.

## Stil
Das Album verlässt stilistisch die Wege voller, warmer Klänge von Alben wie Tri Repetae für einen schlichten, kantigen und technischen Stil, welchen sie auf dem Vorgängeralbum Chiastic Slide (1997) und der Cichlisuite-EP begannen.
Das Albencover ist wieder sehr schlicht gehalten: ein schwarzgrauer Ton dominiert das Album, in schwarzer rundlicher Schrift steht rechts oben "autechre" in der Ecke. Es wurde nicht – wie die meisten anderen Autechre-Alben – von The Designers Republic gestaltet, sondern von Booth and Brown selbst.

## Rezeption
Auf Pitchfork Media erhielt das Album eine positive Bewertung von 8,4/10 Punkten.
Bei allmusic erhielt das Album 4,5 von 5 Sternen. Der Kritiker Greg Prato schrieb:

„Da die Tracks alle aus dem selben akustischen Stoff gewoben sind, empfiehlt es sich, das Album ganz und am Stück zu hören, doch die Tracks "Acroyear2," "Rae," und "Fold4, Wrap5" sind die definitiven Highlights. Obwohl das Album bestimmt nicht jedem gefällt, sollte LP5 bewundert werden, da es nicht zu irgendetwas Seiendem oder Gewesenen vergleichbar ist. Ohne jeden Zweifel ein Vorreiter.“

## Titelliste
1. Acroyear2 – 8:39
2. 777 – 5:49
3. Rae – 7:13
4. Melve – 1:14
5. Vose In – 5:21
6. Fold 4, Wrap 5 – 3:58
7. Under Boac – 6:22
8. Corc – 5:50
9. Caliper Remote – 1:40
10. Arch Carrier – 6:49
11. Drane 2 – 9:38 (unbetitelter Hidden Track startet bei 21:43)

Auf amerikanischen Pressungen des Albums hat der Hidden Track einen separaten 12. Track, während die Stille nach "Drane2" um drei Minuten verkürzt wurde. Auf Vinyl-Pressungen ist der verborgene Track nicht enthalten.